# 仙公廟 (地名)
仙公廟，是臺灣屏東縣新園鄉的一個傳統地域名稱，也是全鄉行政中心所在地，位於該鄉東部略偏北側。相較於今日行政區，其範圍大致包括仙吉村南大半部、瓦磘村西南部、港墘村不含東北部凸出部分的東半部、內庄村不含西南端及東半葉北部凸出部分、港西村東北端，崁頂鄉的洲子村西部近以飛地的西北半部、港東村西北部邊界地帶的北半段，以及萬丹鄉的甘棠村西部凸出部分的南端。
本地區境內主要聚落為仙公廟、店仔口、港仔墘、內庄仔、新吉莊（新吉），設有新園國中、仙吉國小。

## 歷史
台灣日治初期，仙公廟地區為一街庄，稱為「仙公廟庄」（舊制街庄），隸屬於新園里。該庄昔日西北與田洋仔庄為鄰，北與瓦磘仔庄為鄰，東與甘棠門庄為鄰，東南邊隔東港溪與洲仔庄、過溪仔庄為界，西南邊及西邊為新園庄。
1901年（日治明治三十四年）11月11日，全台廢縣廳改設二十廳，該庄隸屬於阿猴廳。1904年（明治三十七年）4月15日，該庄編入「仙公廟區」，隸屬於阿猴廳。1905年（明治三十八年）4月1日，阿猴廳改稱「阿緱廳」。1909年（明治四十二年）10月25日，全台合併二十廳為十二廳，仙公廟區仍隸屬於阿緱廳。1920年（大正九年）10月1日，全台地方制度大改正，廢十二廳改設五州二廳，該庄改制為「仙公廟」大字，隸屬於高雄州東港郡新園庄（新制街庄）。
戰後新園庄改制為新園鄉，隸屬於高雄縣，大字亦改制為村。1950年（民國39年）3月，新園鄉拆分出崁頂鄉，本地區仍隸屬新園鄉。同年10月1日，高、屏分治，新園鄉改隸屬於屏東縣。

## 聚落
本地區發展較早的聚落為仙公廟、店仔口、港仔墘、內庄仔，在日治初期的官方地圖上已有記載。此外，本地區尚有新吉莊（新吉）聚落。

## 交通
省道台27線是荖濃至烏龍的幹道，經過本地區西部暨仙公廟聚落、新吉莊聚落東郊、內庄仔聚落。由該道路北行可前往萬丹鄉、屏東市、九如鄉/長治鄉交界地帶、鹽埔鄉等地；南行可前往新園鄉南部，並止於烏龍聚落南郊的省道台17線路口。
縣道185甲線是新吉至來義的道路，其西側端點（起點）位於本地區西部略偏北的省道台27線路口（新吉聚落東北郊），由此向東南轉東經港仔墘聚落後，可前往的甘棠門聚落。由該道路西行可前往萬丹鄉南端、崁頂鄉北端、潮州鎮、萬巒鄉等地。
鄉道屏57線是瓦磘仔至新園的道路，其南側端點（終點）位於本地區西北部、仙公廟聚落的省道台27線路口。
鄉道屏60線是田洋仔至港仔墘的道路，其東側端點（終點）位於本地區東部略偏北的縣道185甲線路口，由此向西北會經過本地區的店仔口、仙公廟等聚落。
鄉道屏60-1線是仙公廟至港仔墘的道路，其北側端點（起點）位於本地區西北部邊界地帶、仙公廟聚落西北側的鄉道屏60線路口，南側端點（終點）位於本地區西部偏南側、內庄仔聚落的省道台27線路口，途中會經過本地區西鄰新園地區。
鄉道屏63線是新吉莊至東港的道路，其北側端點（起點）位於本地區西部、新吉莊聚落東側的省道台27線路口。

## 學校
- 新園國中
- 仙吉國小

## 公務機關
- 新園鄉公所
- 屏東縣東港戶政事務所新園辦公室
- 屏東縣政府警察局東港分局新園分駐所
- 屏東縣政府消防局第三大隊新園消防分隊